# 连江县 (闽东苏区)
连江县（1934年1月—1935年3月），1934年6月—9月称连罗县（取连江、罗源两县首字为名），前身是1933年5月建立的连江县革命委员会，是闽东革命根据地的一个县。
1933年，中国共产党在连江地区活动，建立革命根据地，5月建立连江县革命委员会。1934年1月，中共连江县委召开工农兵代表大会，建立连江县苏维埃政府，隶属于闽东苏维埃政府，管辖区域覆盖连江、罗源、闽侯三个县的部分区域。6月，中共闽东临时特委决定将连江县改组为连罗县，9月分设连江、罗源两个苏维埃政府。1935年3月，随着国民革命军的进攻，连江县苏维埃政府解体。